# Понока (Алберта)
Понока (енгл. Ponoka) је варош у централном делу канадске провинције Алберта и део је статистичке регије Централна Алберта. Налази се на раскрсници регионалних путева 2А и 53, на 59 км северно од града Ред Дир и 95 км јужно од административног центра провинције града Едмонтона. 
Насеље је основано 1905, а исте године добило је и службени статус прво села, а потом и вароши. Име насеља потиче од речи народа Блекфут којом се означава лос који је симбол вароши. 

Према резултатима пописа становништва из 2011. у варошици је живело 6.773 становника у 3.047 домаћинстава, 
што је за 3% више у односу на попис из 2006. када је регистровано 6.576 житеља.
Привреда почива на пољопривреди и експлоатацији нафте и земног гаса. 
У вароши се сваке године крајем јуна и почетком јула одржава седмодневни фестивал родеа.

## Становништво
| 2006. | 2011. |
| ----- | ----- |
| 6.576 | 6.773 |